# 細川量代
細川 量代（ほそかわ かずよ、11月20日 - ）は日本の声優、舞台女優。ケッケコーポレーション、劇団芝居屋所属。香川県出身。

## 略歴
学生時代よりサークルで小劇場での演劇活動を開始。
1999年から2004年までひげ太夫に所属していた。
2005年からはフリーとして活動していた。
2012年8月、劇団芝居屋入団。

## 人物
趣味は犬の散歩、ジャズダンス。特技は組体操、空手。
好きな食べ物はあんこ。嫌いな食べ物はバナナ。

## 出演

### テレビアニメ
- 超訳百人一首 うた恋い。（2012年、康秀の母）
- ざつ旅-That's Journey-（2025年、フロントの女性[3]）

### ゲーム
- 地球少年 プラネトキオ

### 吹き替え

#### 映画
- アフロサッカー
- エアベンダー
- カエルになった王子様
- カンフー・プリンセス・ウェンディー・ウー
- 記憶の棘
- 寄生
- 新装開店
- セックスと嘘とインターネット
- テキサス・チェーンソー ビギニング
- トウキョウ アンダーグラウンド
- ハート・オブ・ストーン[4]
- バビロンA.D.
- ピッチブラック
- リチャード・ニクソン暗殺を企てた男
- ラブ 最愛の人

#### ドラマ
- クリミナル・マインド6 FBI行動分析課
- コールドケース3
- コールドケース6
- CSI:7 科学捜査班
- CSI:9 科学捜査班
- CSI:11 科学捜査班
- CSI:ニューヨーク2
- CSI:マイアミ
- シナリオライターは君だ!
- チャームド 〜魔女3姉妹〜
- デッド・ゾーン
- Dr.HOUSE
- ドクター・フー
- ドレイク&ジョシュ
- プリズン・ブレイク
- ホテル・バビロン
- 名探偵モンク
- 私はラブ・リーガル

#### アニメ
- ハルク
- ピーター・コットンテール 幸せを運ぶウサギ
- ビリー&マンディ
- モンスター・ハウス